# Liste der Abgeordneten zum Galizischen Landtag (VI. Wahlperiode)
Diese Liste der Abgeordneten zum Galizischen Landtag (VI. Wahlperiode) listet alle Abgeordneten zum Galizischen Landtag des Kronlandes Galizien und Lodomerien in der IV. Wahlperiode auf. Die Wahlperiode reichte von 1889 bis 1895.

## Landtagsabgeordnete
Die Tabelle enthält im Einzelnen folgende Informationen:
| Name:        | Name des Abgeordneten |
| Wahlklasse:  | Die dem Klassenwahlrecht entsprechende Wahlklasse bzw. Kurie: I. Wahlklasse = Virilstimme (Bischöfe und Rektoren); II: Adelige des Großen Grundbesitzes; III: Handels- und Gewerbekammer; IV: Zensuswahlklasse unterteilt nach Städten/Orten bzw. Landgemeinden; |
| Region:      | Die im Wahlbezirk enthaltenen Städte bzw. Gerichtsbezirke (Landgemeindewahlbezirke) |
| Anmerkungen: | Veränderungen während der Periode durch Tod, Mandatsverzicht oder spätere Angelobung |

| Name                         | Wahlklasse                          | Region                                                | Anmerkung |
| ---------------------------- | ----------------------------------- | ----------------------------------------------------- | --- |
| Abrahamowicz Dawid           | Großgrundbesitz                     | 16. Wahlkreis Lemberg                                 | |
| Antoniewicz Mikołaj          | Landgemeinden                       | 33. Wahlkreis Stryj, Skole                            | |
| Asnyk Adam                   | Städte                              | 2. Wahlkreis Krakau                                   | |
| Badeni Kazimierz             | Großgrundbesitz                     | 1. Wahlkreis Krakau                                   | |
| Badeni Stanisław             | Landgemeinden                       | 43. Wahlkreis Busk, Kamionka Strumiłowa, Olesko       | |
| Balasits Artur               | Virilstimme                         | Rektor der Universität Lemberg                        | im Jahr 1892 |
| Barabasz Oleksy              | Landgemeinden                       | 29. Wahlkreis Bohorodczany, Sołotwina                 | |
| Barwiński Aleksander         | Landgemeinden                       | 42. Wahlkreis Łopatyn, Brody, Radziechów              | am 15. Februar 1894 als Nachfolger von Jan Sirko gewählt                                                                          |
| Bereźnicki Teofil            | Landgemeinden                       | 19. Wahlkreis Sambor, Stare Miasto, Stara Sól         | schied vorzeitig aus |
| Bielański Kazimierz          | Landgemeinden                       | 19. Wahlkreis Sambor, Stare Miasto, Stara Sól         | am 6. November 1894 als Nachfolger von Teofil Bereźnicki gewählt                                                                  |
| Biliński Leon                | Städte                              | 4. Wahlkreis Stanisławów                              | |
| Bobczyński Konstanty         | Landgemeinden                       | 27. Wahlkreis Dubiecko, Brzozów                       | starb am 14. März 1893 |
| Bobrzyński Michał            | Großgrundbesitz                     | 1. Wahlkreis Krakau                                   | trat 1890 zurück, wurde jedoch wiedergewählt                                                                                      |
| Borkowski Mieczysław         | Landgemeinden                       | 8. Wahlkreis Borszczów, Mielnica                      | |
| Browicz Tadeusz              | Virilstimme                         | Jagiellonen-Universität                               | im Jahr 1894/95 |
| Brykczyński Stanisław        | Großgrundbesitz                     | 14. Wahlkreis Stanisławów                             | |
| Chamiec Antoni               | Landgemeinden                       | 7. Wahlkreis Zaleszczyki, Tłuste                      | |
| Chotkowski Władysław         | Virilstimme                         | Jagiellonen-Universität                               | im Jahr 1892 |
| Chrzanowski Leon             | Städte                              | 2. Wahlkreis Krakau                                   | |
| Ćwikliński Ludwik            | Virilstimme                         | Rektor der Universität Lemberg                        | im Jahr 1894 |
| Czajkowski Alfons            | Großgrundbesitz                     | 2. Wahlkreis Brzeziny                                 | starb 1892 |
| Czartoryski Jerzy            | Großgrundbesitz                     | 3. Wahlkreis Przemyśl                                 | |
| Czyżewicz Adam               | Städte                              | 13. Wahlkreis Sambor                                  | |
| Dembowski Zygmunt            | Großgrundbesitz                     | 3. Wahlkreis Przemyśl                                 | |
| Dunajewski Albin             | Virilstimme                         | römisch-katholischer Bischof von Krakau               | starb 1894 |
| Dunajewski Julian            | Städte                              | 10. Wahlkreis Nowy Sącz                               | |
| Dworski Aleksander           | Städte                              | 3. Wahlkreis Przemysl                                 | |
| Dydyński Marian              | Großgrundbesitz                     | 1. Wahlkreis Krakau                                   | |
| Dzieduszyck Stanisław        | Großgrundbesitz                     | 15. Wahlkreis Kolomyia                                | am 20. Dezember 1893 als Nachfolger von Antoni Golejewski gewählt                                                                 |
| Dzieduszycki Klemens         | Großgrundbesitz                     | 13. Wahlkreis Stryj                                   | |
| Dzieduszycki Wojciech        | Großgrundbesitz                     | 14. Wahlkreis Stanisławów                             | |
| Fedorowicz Tadeusz           | Landgemeinden                       | 39. Wahlkreis Zbaraż, Medyń                           | wurde am 6. November 1894 als Nachfolger von Mikołaj Siczyński gewählt                                                            |
| Fruchtmann Filip             | Städte                              | 14. Wahlkreis Stryj                                   | |
| Gniewosz Stanisław           | Großgrundbesitz                     | 8. Wahlkreis Sanok                                    | |
| Gnoiński Jan                 | Großgrundbesitz                     | 5. Wahlkreis Czortków                                 | |
| Gnoiński Wincenty            | Großgrundbesitz                     | 4. Wahlkreis Złoczów                                  | |
| Goldman Bernard              | Städte                              | 1. Wahlkreis Lemberg                                  | |
| Golejewski Antoni            | Großgrundbesitz                     | 15. Wahlkreis Kolomyia                                | starb am 28. Oktober 1893 |
| Gorayski August              | Großgrundbesitz                     | 8. Wahlkreis Sanok                                    | |
| Gross Piotr                  | Großgrundbesitz                     | 9. Wahlkreis Sambor                                   | |
| Hamorak Cyryl                | Landgemeinden                       | 14. Wahlkreis Śniatyn, Zabłotów                       | |
| Harasymowicz Mikołaj         | Landgemeinden                       | 36. Wahlkreis Mikołajów, Żurawno                      | |
| Hausner Otton                | Städte                              | 6. Wahlkreis Brody                                    | starb am 27. Februar 1890 |
| Horodyski Bronisław          | Großgrundbesitz                     | 5. Wahlkreis Czortków                                 | |
| Horodyski Kornel             | Landgemeinden                       | 10. Wahlkreis Kopyczyńce, Husiatyn                    | |
| Horwatt Apolinary            | Landgemeinden                       | 50. Wahlkreis Chrzanów, Jaworzno, Krzeszowice         | am 10. Juli 1890 als Nachfolger von Artur Potocki gewählt, starb 1891                                                             |
| Hoszard Franciszek           | Landgemeinden                       | 51. Wahlkreis Bochnia, Niepołomice, Wiśnicz           | |
| Huryk Józef                  | Landgemeinden                       | 28. Wahlkreis Stanisławów, Halicz                     | |
| Issakowicz Izaak             | Virilstimme                         | armenisch-katholischer Erzbischof von Lemberg         | |
| Jaworski Apolinary           | Großgrundbesitz                     | 4. Wahlkreis Złoczów                                  | |
| Jędrzejowicz Adam            | Landgemeinden                       | 57. Wahlkreis Rzeszów, Głogów                         | |
| Jędrzejowicz Edward          | Großgrundbesitz                     | 12. Wahlkreis Rzeszów                                 | |
| Jędrzejowicz Franciszek      | Landgemeinden                       | 48. Wahlkreis Rawa, Niemirów                          | |
| Jędrzejowicz Stanisław       | Landgemeinden                       | 58. Wahlkreis Łańcut, Przeworsk                       | |
| Kapri Jan                    | Großgrundbesitz                     | 15. Wahlkreis Kolomyia                                | Mandatsverzicht im Jahr 1893 |
| Kasparek Franciszek          | Virilstimme                         | Jagiellonen-Universität                               | im Jahr 1888/89 |
| Kaszewko Maciej              | Landgemeinden                       | 44. Wahlkreis Załosce, Zborów                         | |
| Klemensiewicz Edmund         | Landgemeinden                       | 63. Wahlkreis Stary Sącz, Krynica                     | |
| Korol Michał                 | Landgemeinden                       | 45. Wahlkreis Żółkiew, Kulików, Mosty Wielkie         | |
| Korytowski Julian            | Landgemeinden                       | 37. Wahlkreis TarnopolIhrowice, Mikulińce             | |
| Kowalski Tytus               | Großgrundbesitz                     | 10. Wahlkreis Żółkiew                                 | |
| Koziebrodzki Szczęsny        | Landgemeinden                       | 38. Wahlkreis Skałat, Grzymałów                       | |
| Koziebrodzki Władysław       | Großgrundbesitz                     | 6. Wahlkreis Tarnów                                   | starb am 13. Februar 1893 |
| Kozłowski Włodzimierz        | Großgrundbesitz                     | 3. Wahlkreis Przemyśl                                 | |
| Kozłowski Zygmunt            | Großgrundbesitz                     | 8. Wahlkreis Sanok                                    | starb 1893 |
| Kramarczyk Franciszek        | Landgemeinden                       | 72. Wahlkreis Kenty, Biala, Oświęcim                  | |
| Krynicki Lucylian            | Städte                              | 5. Wahlkreis Tarnopol                                 | |
| Krzysztofowicz Mikołaj       | Großgrundbesitz                     | 15. Wahlkreis Kolomyia                                | am 20. Dezember 1893 als Nachfolger von Mikołaj Krzysztofowicz gewählt                                                            |
| Kuiłowski Julian             | Virilstimme                         | griechisch-katholischer Bischof von Stanislau         | ab 1892 als Nachfolger von Julian Pełesż                                                                                          |
| Kulaczkowski Dionizy         | Landgemeinden                       | 4. Wahlkreis Bobrka                                   | |
| Łączyński Stanisław          | Großgrundbesitz                     | 10. Wahlkreis Żółkiew                                 | |
| Langie Tadeusz               | Großgrundbesitz                     | 6. Wahlkreis Tarnów                                   | |
| Larysz-Niedzielski Stanisław | Landgemeinden                       | 53. Wahlkreis Wieliczka, Podgórze, Dobczyce           | |
| Lasocki Czesław              | Landgemeinden                       | 73. Wahlkreis Myślenice, Jordanów, Maków              | starb 1891 |
| Lenartowicz Michał           | Landgemeinden                       | 12. Wahlkreis Horodenka, Obertyn                      | |
| Łobos Ignacy                 | Virilstimme                         | römisch-katholischer Bischof von Tarnów               | |
| Madeyski Stanisław           | Großgrundbesitz                     | 1. Wahlkreis Krakau                                   | |
| Mandyczewski Kornel          | Landgemeinden                       | 31. Wahlkreis Nadwórna, Delatyn                       | |
| Marchwicki Zdzisław          | Handels- und Gewerbekammer          | Lemberg                                               | |
| Mazaraki Marian              | Landgemeinden                       | 34. Wahlkreis Dolina, Bolechów, Rożniatów             | starb 1893 |
| Męciński Józef               | Landgemeinden                       | 67. Wahlkreis Dąbrowa, Żabno                          | |
| Merunowicz Teofil            | Landgemeinden                       | 1. Wahlkreis Lemberg, Winniki, Szczerzec              | |
| Micewski Edward              | Städte                              | 7. Wahlkreis Jaroslaw                                 | |
| Michałowski Antoni           | Landgemeinden                       | 74. Wahlkreis Żywiec, Ślemień, Milówka                | schied vorzeitig aus |
| Michalski Michał             | Städte                              | 1. Wahlkreis Lemberg                                  | |
| Midowicz Ludwik              | Landgemeinden                       | 68. Wahlkreis Dębica, Pilzno                          | |
| Mizia Wojciech               | Landgemeinden                       | 74. Wahlkreis Żywiec, Ślemień, Milówka                | wurde am 23. November 1891 als Nachfolger von Antoni Michałowski gewählt                                                          |
| Morawski Seweryn             | Virilstimme                         | römisch-katholischer Erzbischof von Lemberg           | |
| Niezabitowski Włodzimierz    | Landgemeinden                       | 2. Wahlkreis Gródek, Janow                            | |
| Ochrymowicz Ksenofont        | Landgemeinden                       | 21. Wahlkreis Drohobycz, Podbuż                       | |
| Okuniewski Teofil            | Landgemeinden                       | 11. Wahlkreis Kolomyja, Gwoździec, Peczeniżyn         | |
| Olpiński Julian              | Landgemeinden                       | 40. Wahlkreis Trembowla, Złotniki                     | |
| Onyszkiewicz Mieczysław      | Großgrundbesitz                     | 2. Wahlkreis Brzeziny                                 | am 27. Januar 1893 gewählt als Nachfolger von Alfons Czajkowsk                                                                    |
| Palach Romuald               | Landgemeinden                       | 54. Wahlkreis Jasło, Brzostek, Frysztak               | |
| Paszkowski Franciszek        | Landgemeinden                       | 49. Wahlkreis Kraków, Mogiła, Liszki, Skawina:        | am 4. Februar 1892 als Nachfolger von Antoni Wodzicki gewählt                                                                     |
| Pełesz Julian                | Virilstimme                         | griechisch-katholischer Bischof von PrzemyślStanislau | war zunächst Inhaber der Virilstimme des Bischofs von Stanislau, folgte 1892 als Virilist in Przemyśl Jan Saturnin Stupnicki nach |
| Piętak Leonard               | Virilstimme                         | Rektor der Universität Lemberg                        | im Jahr 1888/89 |
| Pietruski Oktaw              | Großgrundbesitz                     | 13. Wahlkreis Stryj                                   | starb am 22. Januar 1894 |
| Piłat Tadeusz                | Großgrundbesitz                     | 11. Wahlkreis Sadec                                   | |
| Piniński Leon                | Großgrundbesitz                     | 7. Wahlkreis Ternopil                                 | am 8. November 1894 als Nachfolger von Klemens Żywicki gewählt                                                                    |
| Polanowski Stanisław         | Landgemeinden                       | 46. Wahlkreis Bełz, Uhnów, Sokal:                     | |
| Popowsk Józef                | Landgemeinden                       | 73. Wahlkreis Myślenice, Jordanów, Maków              | wurde am 2. November 1891 als Nachfolger von Czesław Lasocki gewählt                                                              |
| Potocki Artur                | Landgemeinden                       | 50. Wahlkreis Chrzanów, Jaworzno, Krzeszowice         | schied vorzeitig aus |
| Potocki Roman                | Landgemeinden                       | 3. Wahlkreis Brzeżany, Przemyśl                       | vorzeitig ausgeschieden |
| Potoczek Stanisław           | Landgemeinden                       | 62. Wahlkreis Nowy Sącz, Grybów, Ciężkowice           | |
| Puzyna Jan                   | Virilstimme                         | römisch-katholischer Bischof von Krakau               | folgte Albin Dunajewski nach |
| Puzyna Julian                | Landgemeinden                       | 47. Wahlkreis Lubaczów, Cieszanów                     | |
| Raczyński Edward             | Landgemeinden                       | 64. Wahlkreis Nowy Targ, Krościenko                   | |
| Rappaport Arnold             | Handels- und Gewerbekammer          | Krakau                                                | |
| Rayski Albin                 | Landgemeinden                       | 22. Wahlkreis Rudki, Komarno                          | |
| Rey Mieczysław               | Landgemeinden                       | 70. Wahlkreis Mielec, Zassów                          | |
| Rogoyski Witold              | Städte                              | 11. Wahlkreis Tarnów                                  | |
| Romańczuk Julian             | Landgemeinden                       | 35. Wahlkreis Kałusz, Wojniłów                        | |
| Romanowicz Tadeusz           | Städte                              | 1. Wahlkreis Lemberg                                  | |
| Romer Gustaw                 | Großgrundbesitz                     | 11. Wahlkreis Sadec                                   | |
| Romer Tadeusz                | Landgemeinden                       | 65. Wahlkreis Limanowa, Skrzydlna                     | |
| Rosenstock Maurycy           | Handels- und Gewerbekammer / Städte | Brody                                                 | |
| Rożankowski Longin           | Landgemeinden                       | 41. Wahlkreis Złoczów, Gliniany                       | |
| Rozwadowski Franciszek       | Großgrundbesitz                     | 13. Wahlkreis Stryj                                   | am 8. November 1894 als Nachfolger von Oktaw Pietruski gewählt                                                                    |
| Rozwadowski Tomisław         | Großgrundbesitz                     | 10. Wahlkreis Żółkiew                                 | |
| Rutowski Tadeusz             | Großgrundbesitz                     | 6. Wahlkreis Tarnów                                   | |
| Sala Octave                  | Städte                              | 6. Wahlkreis Brody                                    | am 8. Juli 1890 als Nachfolger von Otton Hausner gewählt                                                                          |
| Sanguszko Eustachy           | Landgemeinden                       | 66. Wahlkreis Tamów, Tuchów                           | |
| Sapieha Adam                 | Landgemeinden                       | 15. Wahlkreis Przemyśl, Niżankowice                   | |
| Sarnicki Klemens             | Virilstimme                         | Rektor der Universität Lemberg                        | im Jahr 1890 |
| Sas-Korczyński Edward        | Virilstimme                         | Jagiellonen-Universität                               | im Jahr 1889 |
| Sawa Franciszek              | Landgemeinden                       | 32. Wahlkreis Tyśmienica, Tłumacz                     | |
| Sawczak Damian               | Landgemeinden                       | 6. Wahlkreis Podhajce, Kozowa                         | |
| Schnell Oskar                | Großgrundbesitz                     | 4. Wahlkreis Złoczów                                  | |
| Scipio del Campo Karol       | Großgrundbesitz                     | 12. Wahlkreis Rzeszów                                 | |
| Sembratowicz Sylwester       | Virilstimme                         | griechisch-katholischer Erzbischof von Lemberg        | |
| Siczyński Mikołaj            | Landgemeinden                       | 39. Wahlkreis Zbaraż, Medyń                           | starb 1894 |
| Siemiginowski Włodzimierz    | Großgrundbesitz                     | 5. Wahlkreis Czortków                                 | |
| Sirko Jan                    | Landgemeinden                       | 42. Wahlkreis Łopatyn, Brody, Radziechów              | starb 1893 |
| Skałkowski Tadeusz           | Großgrundbesitz                     | 9. Wahlkreis Sambor                                   | |
| Skrzyński Adam               | Landgemeinden                       | 55. Wahlkreis Gorlice, Biecz                          | |
| Skrzyński Zdzisław           | Landgemeinden                       | 27. Wahlkreis Dubiecko, Brzozów                       | wurde am 19. April 1893 gewählt                                                                                                   |
| Slonecki Jan Duklan          | Großgrundbesitz                     | 8. Wahlkreis Sanok                                    | am 20. Dezember 18936 als Nachfolger von Zygmunt Kozłowski gewählt                                                                |
| Słonecki Zenon               | Landgemeinden                       | 24. Wahlkreis Sanok, Rymanów, Bukowsko                | |
| Smolka Franciszek            | Städte                              | 1. Wahlkreis Lemberg                                  | |
| Solecki Łukasz               | Virilstimme/Städte                  | römisch-katholischer Bischof von Przemyśl             | |
| Stadnicki Jan                | Landgemeinden                       | 52. Wahlkreis Brzesko, Radłów, Wojnicz                | |
| Stadnicki Stanisław          | Landgemeinden                       | 18. Wahlkreis Mościska, Sądowa Wisznia                | |
| Stanecki Tomasz              | Virilstimme                         | Rektor der Universität Lemberg                        | im Jahr 1890 |
| Struszkiewicz Władysław      | Großgrundbesitz                     | 1. Wahlkreis Krakau                                   | |
| Strzygowski Stanisław        | Städte                              | 9. Wahlkreis Biała                                    | |
| Stupnicki Jan Saturnin       | Virilstimme                         | griechisch-katholischer Bischof von Przemyśl          | starb vor der Sitzung 1892 |
| Szczepanowski Stanisław      | Städte                              | 8. Wahlkreis Drohobycz                                | |
| Szeliski Henryk              | Landgemeinden                       | 3. Wahlkreis Brzeżany, Przemyśl                       | am 2. Juli 1889 als Nachfolger von Roman Potocki gewählt                                                                          |
| Szeptycki Jan                | Landgemeinden                       | 17. Wahlkreis Jaworów, Krakowiec                      | |
| Tarasiewicz Emil             | Großgrundbesitz                     | 2. Wahlkreis Brzeziny                                 | |
| Tarnowski Jan                | Landgemeinden                       | 61. Wahlkreis Tyczyn, Strzyiów                        | starb 1894 |
| Tarnowski Stanisław          | Großgrundbesitz                     | 1. Wahlkreis Krakau                                   | |
| Tarnowski Stanisław          | Großgrundbesitz                     | 9. Wahlkreis Sambor                                   | |
| Tarnowski Stanisław          | Landgemeinden                       | 23. Wahlkreis Łąka, Medenice                          | |
| Tarnowski Zdzisław           | Landgemeinden                       | 61. Wahlkreis Tyczyn, Strzyiów                        | 1894 als Nachfolger von Jan Tarnowski gewählt                                                                                     |
| Teliszewski Konstanty        | Landgemeinden                       | 20. Wahlkreis Turka, Borynia                          | |
| Torosiewicz Mikołaj          | Landgemeinden                       | 5. Wahlkreis Rohatyn, Bursztyn                        | |
| Trzecieski Jan               | Landgemeinden                       | 56. Wahlkreis Dukla, Krosno, Żmigród                  | |
| Tyszkiewicz Zdzisław         | Landgemeinden                       | 69. Wahlkreis Ropczyce, Kolbuszowa                    | |
| Tyszkowski Paweł             | Landgemeinden                       | 26. Wahlkreis Dobromil, Ustrzyki, Bircza              | |
| Vivien de Chateaubrun Jan    | Großgrundbesitz                     | 7. Wahlkreis Ternopil                                 | |
| Weigel Fernand               | Städte                              | 2. Wahlkreis Krakau                                   | |
| Wereszczyński Józef          | Großgrundbesitz                     | 2. Wahlkreis Brzeziny                                 | |
| Wiktor Józef                 | Landgemeinden                       | 25. Wahlkreis Lisko, Baligród, Lutowiska              | |
| Witosławski Wincenty         | Landgemeinden                       | 34. Wahlkreis Dolina, Bolechów, Rożniatów             | wurde am 5. Oktober 1893 als Nachfolger von Marian Mazaraki gewählt                                                               |
| Wodzicki Antoni              | Landgemeinden                       | 49. Wahlkreis Kraków, Mogiła, Liszki, Skawina:        | schied vorzeitig aus |
| Wodzicki Antoni              | Landgemeinden                       | 50. Wahlkreis Chrzanów, Jaworzno, Krzeszowice         | am 24. November 1891 als Nachfolger von Apolinary Horwatt gewählt                                                                 |
| Wodzicki Ludwik              | Landgemeinden                       | 60. Wahlkreis Rozwadów, Tarnobrzeg, Nisko             | |
| Wojciechowski Tadeusz        | Virilstimme                         | Rektor der Universität Lemberg                        | im Jahr 1894/95 |
| Wolański Mikołaj             | Landgemeinden                       | 9. Wahlkreis Jazłowiec, Budzanów                      | |
| Wolański Władysław           | Landgemeinden                       | 30. Wahlkreis Monasterzyska, Buczacz                  | starb vor der Sitzung im Jahr 1892                                                                                                |
| Zagórski Eustachy            | Großgrundbesitz                     | 7. Wahlkreis Ternopil                                 | |
| Zakrzewski Wincenty          | Virilstimme                         | Jagiellonen-Universität                               | im Jahr 1890 |
| Zaleski Filip                | Landgemeinden                       | 13. Wahlkreis Kosów, Kuty                             | |
| Zamoyski Stefan              | Landgemeinden                       | 16. Wahlkreis Jaroslaw, Sieniawa, Ginilewicz          | |
| Żardecki Bolesław            | Landgemeinden                       | 59. Wahlkreis Leżajsk, Sokołów, Ulanów                | |
| Zbyszewski Wiktor            | Städte                              | 12. Wahlkreis Rzeszów                                 | |
| Ziemiałkowski Florian        | Städte                              | 15. Wahlkreis Kołomyja                                | |
| Zoll Fryderyk                | Landgemeinden/Virilstimme           | 71. Wahlkreis Wadowice, Kalwaria, Andrychów           | im Jahr 1894 auch Virilstimme der Jagiellonen-Universität                                                                         |
| Żywicki Klemens              | Großgrundbesitz                     | 7. Wahlkreis Ternopil                                 | starb 1894 |